# Gottfried Grawert

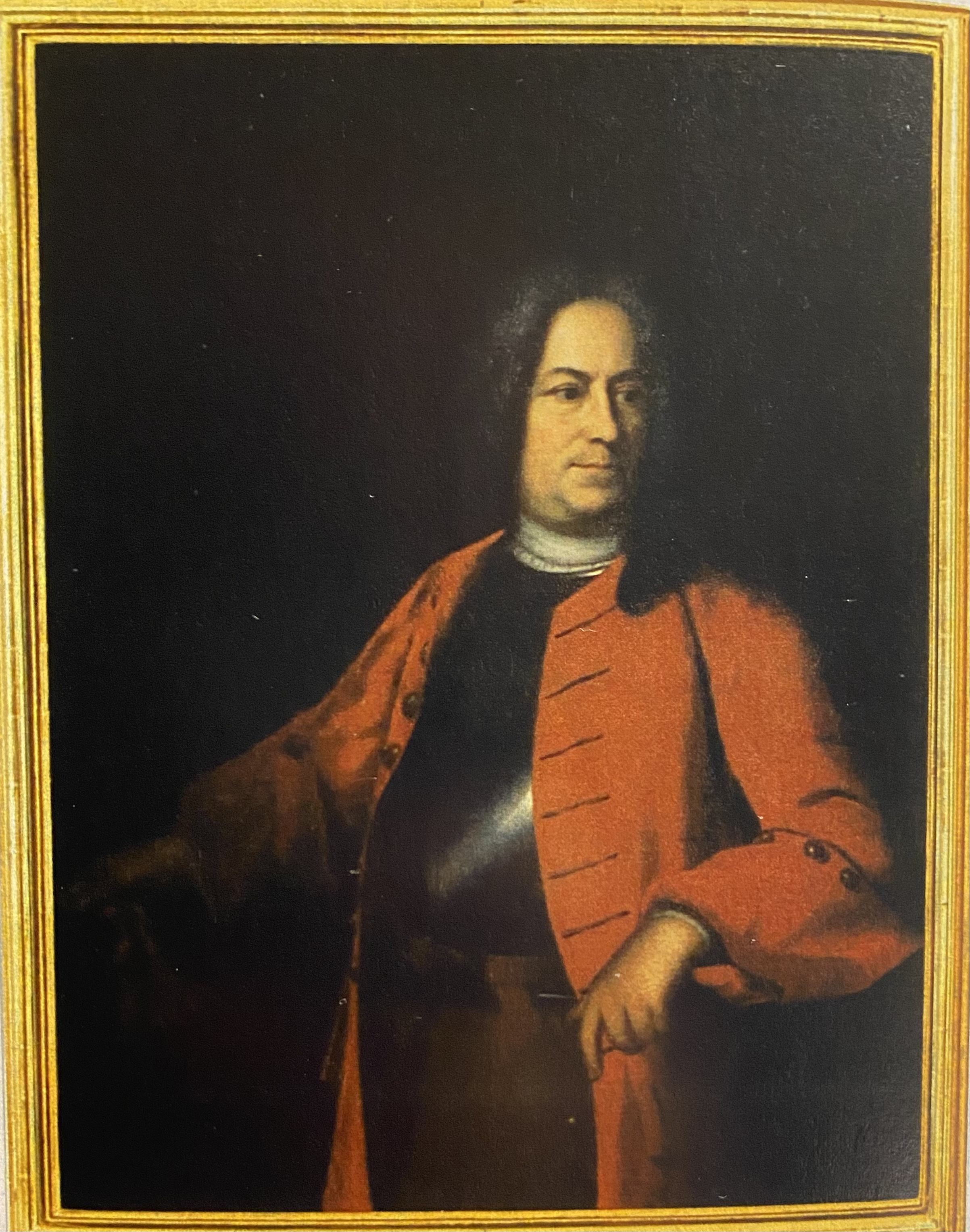
Gottfried von Grawert 1720 Gemälde des sächsischen Hofmalers Adam v. Manyoki aus Ungarn, hängt im militärhistorischen Museum Dresden

Gottfried von Grawert (* 1670 in Dresden; † 1724 ebenda) war ein kurfürstlich-sächsischer Ingenieur-Obrist und Kartograph, Generalmajor und Generalquartiermeister.

## Leben
Von Grawert stand als Kondukteur (Sousleutnant) seit 1690 im sächsischen Ingenieurkorps und wurde im Jahr 1700 Hauptmann. August der Starke übertrug ihm 1701 zeitweise die Arbeit an einer verbesserten Karte des Königreichs. Diese Karte legte von Grawert seinem Auftraggeber bereits 1704 vor. Bis 1714 stieg er zum Generalquartiermeister der sächsischen Armee auf und wurde 1716 auch Chef des Ingenieurkorps. Im selben Jahr wurde er zum Generalmajor ernannt. Er war zeitweise auch Kommandant der Festung Königstein. Am 11. November 1715 wurden bei der Belagerung von Stralsund sein Pferd und das von Generalfeldmarschall Wackerbarth von Kanonenkugeln getroffen. Er und sein Begleiter blieben unverletzt.
Von Grawert war Besitzer des Freigutshofs Kleinoelsa vom 15. Juni 1714 bis zu seinem Tod, seine Ehefrau Johanna Ulbricht (* 1680; † 1731 in Meißen) übernahm das Anwesen und verkaufte es am 3. Juli 1728. Das Ehepaar hatte neun Kinder, -vier Töchter (Charlotte Elizabeth, Concordia Sophia, Friederika Sophia und Johanna Regina) sowie die fünf Söhne Carl Friedrich, Christian Wilhelm, Johann Benjamin (Vater von Julius von Grawert), Johann Gottfried und Johann Gottlieb Ferdinand.

## Werke
- LandCharte des Chur und Fürstentums Sachsen, Ober- und Niederlausitz. Druck um 1716.